# 英国青年艺术家
英国青年艺术家（Young British Artists，缩写：YBAs、yBa），或译青年英国艺术家，是一个活跃于英国伦敦的松散艺术家团体，成立于1988年。许多第一代的英国青年艺术家曾就读金匠学院的美术系，但第二代则多为皇家艺术学院校友。代表人物包括达米恩·赫斯特和翠西·艾敏。他们多出生于1960年代中期，并非现今意义上的青年
。
最初这些艺术家们多在仓库或工厂内举办展览，以“震撼战术”（shock tactics），如使用废品和活物来吸引观众的眼球。查尔斯·萨奇是这个艺术团的主要赞助人，但也有安格斯·菲赫斯特等未接受过他赞助的艺术家存在。萨奇在1992年3月举办的《英国青年艺术家展一》（Young British Artists I）可能就是这个团体名称的源头。其常用的缩写形式“YBA”、“yBa”则直到1994年才出现。